# Serapias strictiflora
Serapias strictiflora Weilwitsch ex Da Veiga, 1886 è una pianta appartenente alla famiglia delle Orchidacee, diffusa nel bacino occidentale del Mediterraneo.

## Descrizione
È una pianta erbacea geofita bulbosa con fusto alto 10–40 cm, di colore verde alla base, rosso-bruno all'apice.
I fiori sono raggruppati, in numero di 2-6, in infiorescenze lasse e presentano 
sepali ovato-lanceolati e petali allungati a forma di goccia, riuniti a formare un casco che circonda il ginostemio. Il labello presenta un ipochilo con callosità basale unica, violiniforme, ed un epichilo lungo e stretto (12-19 x 3–6 mm), a cui deve il suo epiteto specifico (dal latino strictiflora= "dal fiore stretto").
L'ovario è verde con pollinii gialli.
Fiorisce in aprile.

## Biologia
S. strictiflora è in grado di riprodursi sia per via sessuata, grazie alla impollinazione operata dagli insetti impollinatori cui offre rifugio all'interno del proprio casco tepalico, sia per moltiplicazione vegetativa, con formazione di nuovi individui a partire da una suddivisione dei rizotuberi.

## Distribuzione e habitat
Questa specie ha un areale mediterraneo-occidentale: descritta per la prima volta in Estremadura (Portogallo), è stata successivamente rinvenuta nel sud-ovest della Spagna, in Francia meridionale, in Corsica e nel Nord Africa.
In Italia la specie è stata recentemente scoperta a Capraia (Arcipelago toscano), che rappresenta il limite orientale del suo areale.

## Tassonomia
Appartiene al gruppo Serapias lingua, raggruppamento caratterizzato da una callosità basale del labello unica, violiniforme.
Il numero cromosomico di Serapias strictiflora è 2n = 72.

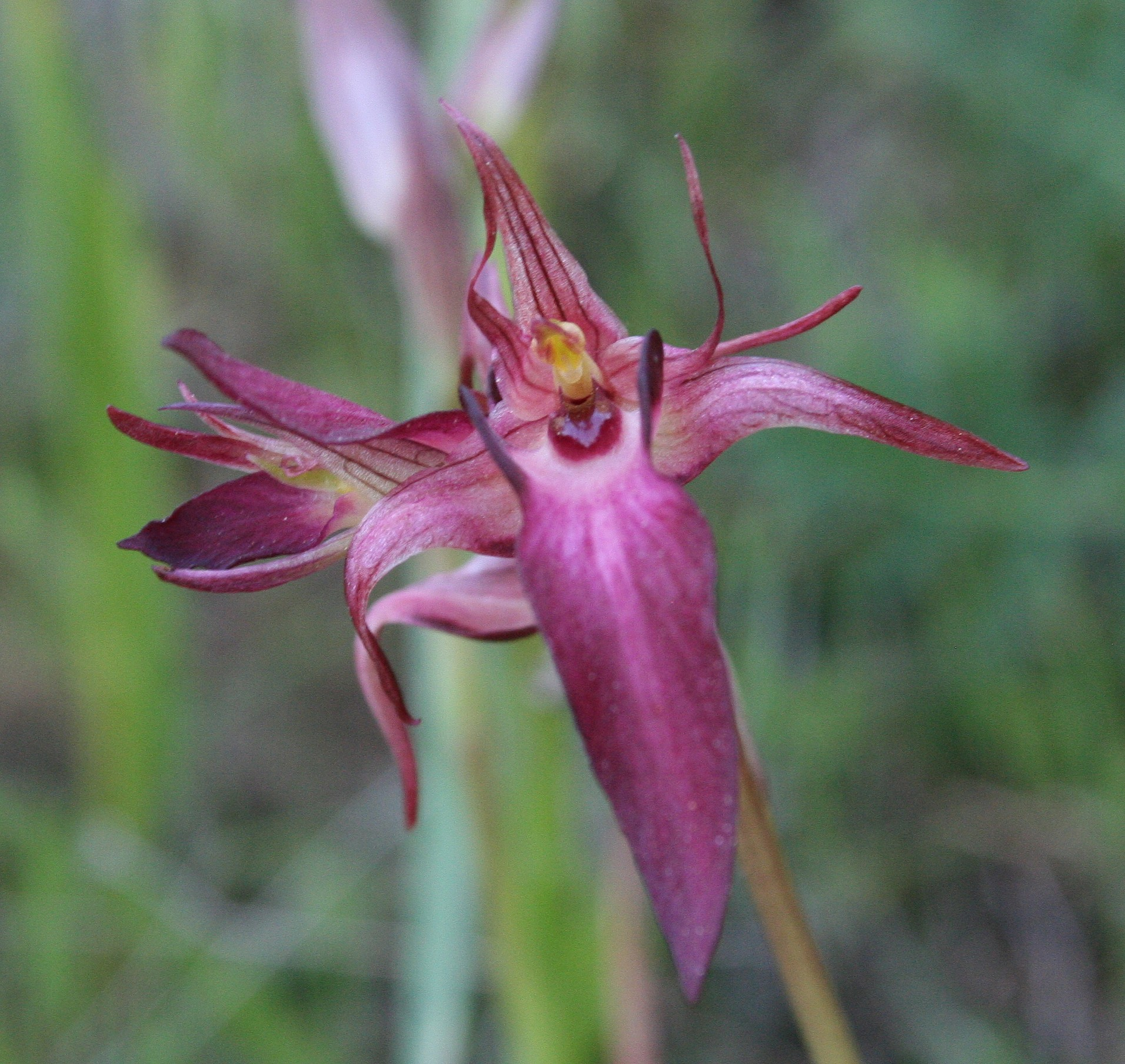
Serapias strictiflora var. distenta

### Sottospecie
- Serapias strictiflora subsp. gregaria (Godfery) Kreutz

### Varietà
- Serapias strictiflora var. distenta Presser
- Serapias strictiflora var. elsae (P.Delforge) C.Venhuis & P.Venhuis